# Gerry Druyts
Gerry Druyts (né le 30 janvier 1991 à Wilrijk, dans la ville d'Anvers) est un coureur cycliste belge. Sa sœur Kelly est également coureuse cycliste.

## Biographie
Gerry Druyts naît le 30 janvier 1991 à Wilrijk, dans la commune d'Anvers, en Belgique.
Membre de Rock Werchter-Chocolade Jacques en 2010 et 2011, il passe les années 2012 et 2013 dans l'équipe EFC-Omega Pharma-Quick Step, avant d'être recruté par l'équipe 3M pour la saison 2014. Il passe en 2015 dans l'équipe Vastgoedservice-Golden Palace.

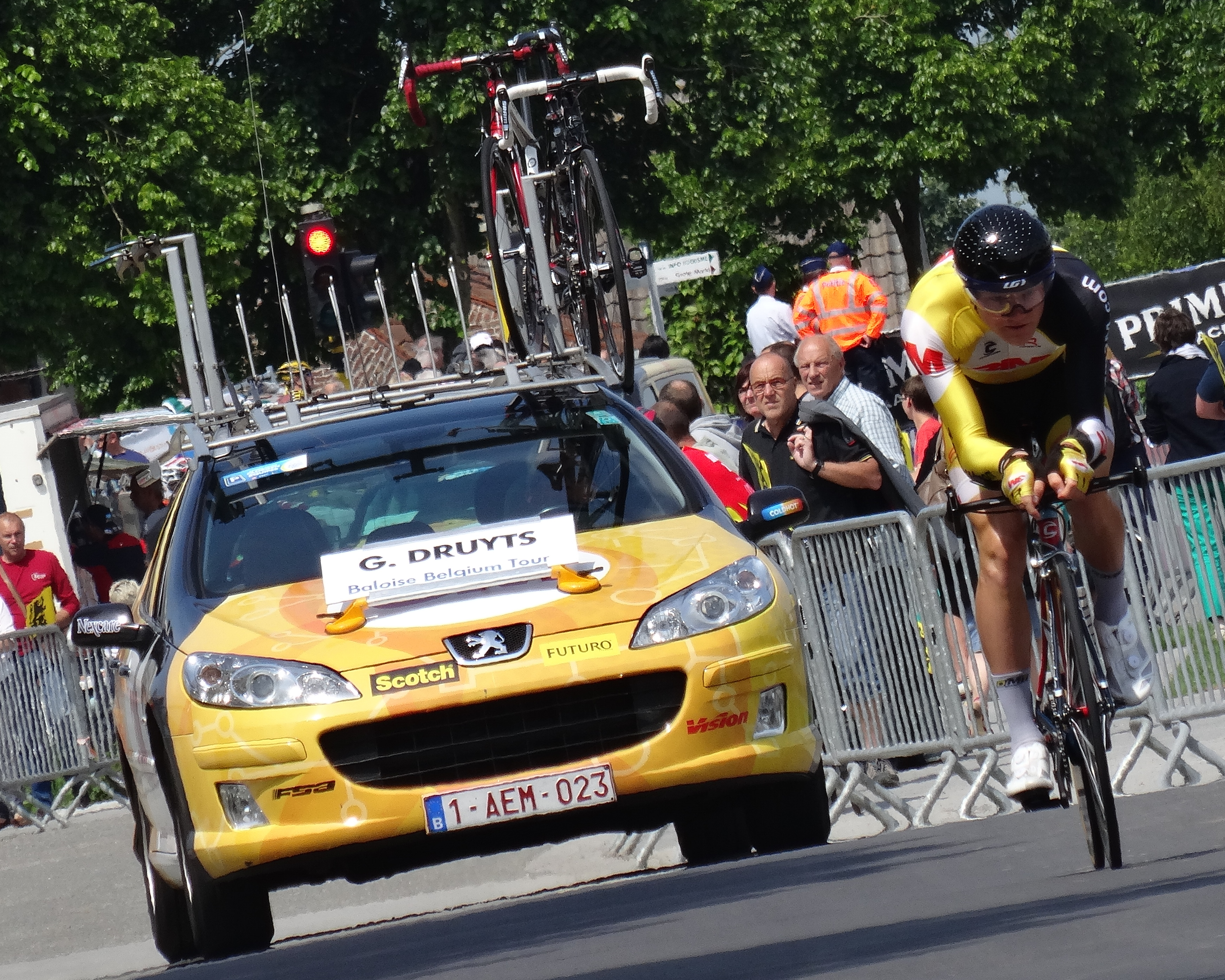
Gerry Druyts lors du contre-la-montre de la 3e étape du Tour de Belgique 2014 à Dixmude.
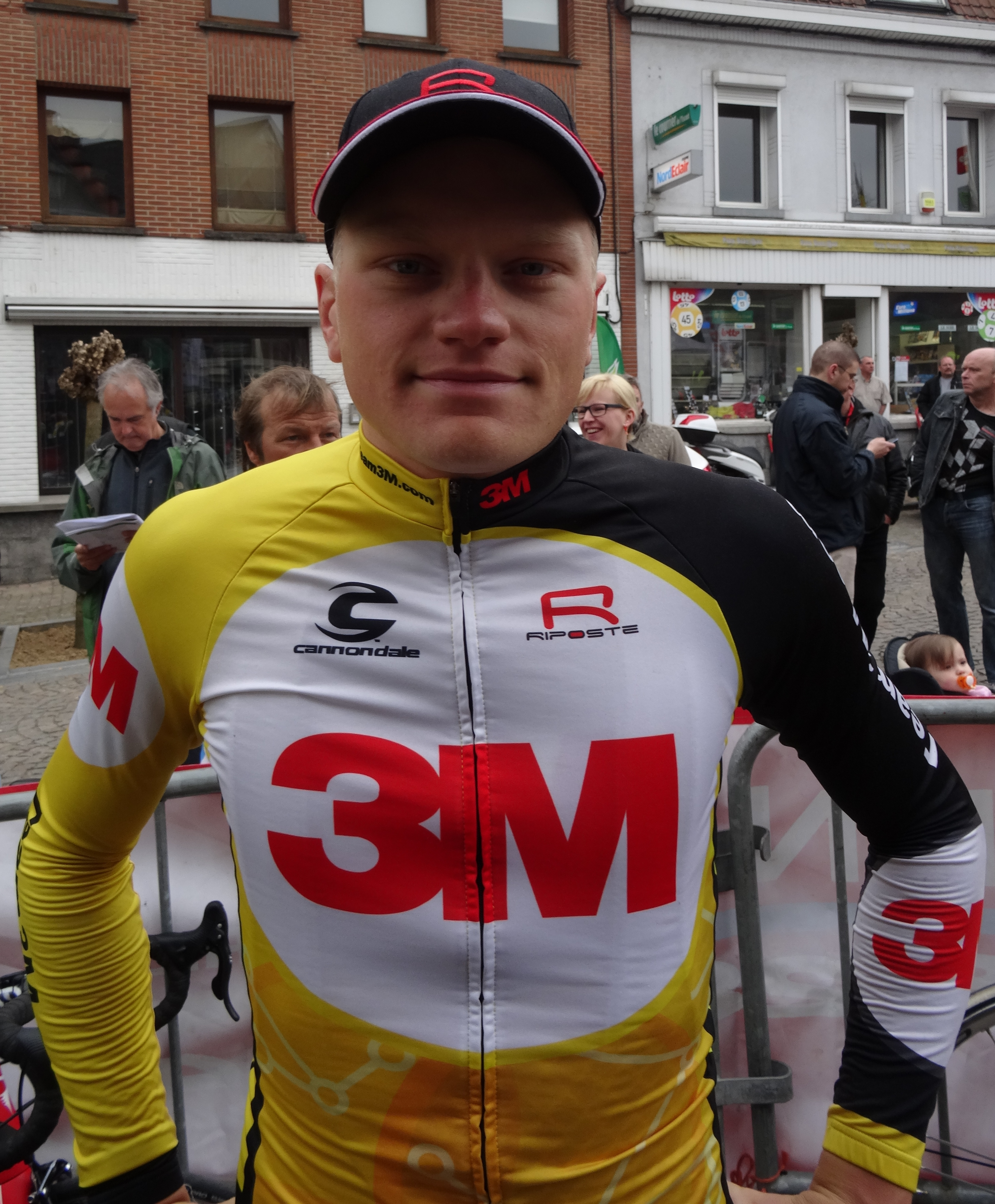
Gerry Druyts lors de la 1re étape du Triptyque des Monts et Châteaux 2014 à Antoing.

## Palmarès et classements mondiaux

### Palmarès sur route
- 2008[1]
  - Klein Brabant Classic
- 2012

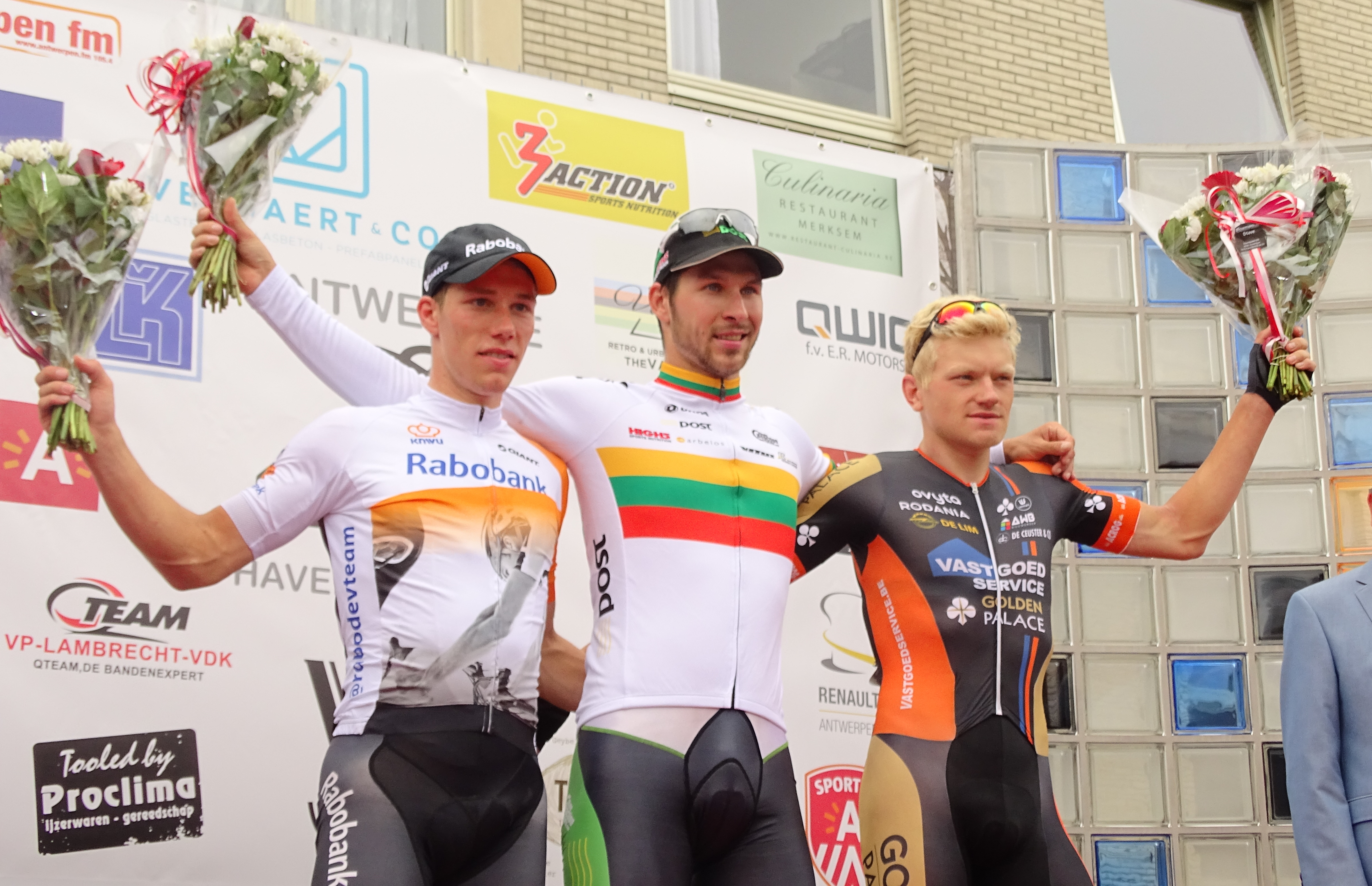
Podium de l'édition 2015 de la Flèche du port d'Anvers : Stan Godrie (2e), Aidis Kruopis (1er) et Gerry Druyts (3e).

  - 3e étape du Tour d'Eure-et-Loir (contre-la-montre par équipes)
- 2014
  - Ramsel-Herselt
  - 2e d'À travers les Ardennes flamandes
  - 2e du Grand Prix Lucien Van Impe
- 2015
  - 3e de la Flèche du port d'Anvers
- 2018
  - 2e d'À travers les Ardennes flamandes
  - 3e de Bruxelles-Zepperen
- 2019
  - Grand Prix de la ville de Vilvorde
  - 2e du Grand Prix Stone-Lux

### Classements mondiaux
| Année           | 2012 | 2013 | 2014 | 2015 | 2016 | 2017   | 2018 |
| --------------- | ---- | ---- | ---- | ---- | ---- | ------ | ---- |
| UCI Europe Tour | 964e | 530e | 632e | 475e | 245e | 1 394e | 735e |